# 미스터도넛
미스터도넛(Mister Donut, 일본어: ミスタードーナツ 미스타도나쓰[*])은 일본의 도너츠 가게 및 카페 프랜차이즈 기업이다. 원래는 미국의 매사추세츠주 보스턴에서 1956년에 세워진 도넛 체인점이었으나, 일본으로 본사를 이전하여, 일본기업이 되었다. 현재는 배스킨라빈스, 던킨 도너츠와 함께, 던킨 브랜드의 자회사 계열에 속하고 있다.

## 역사

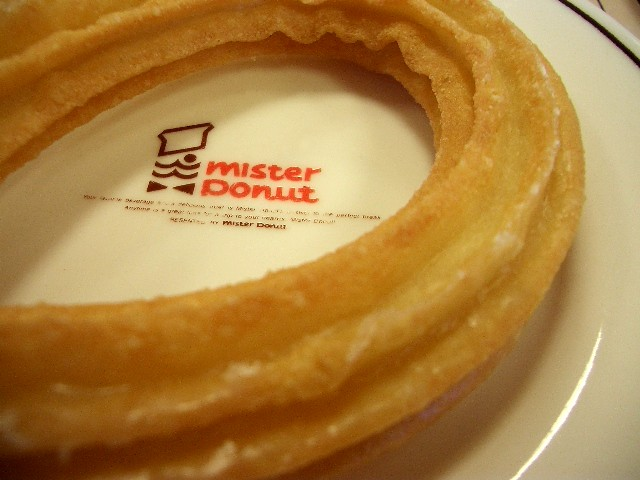
도넛과 접시의 로고

### 아메리카

#### 북아메리카
1956년에 세워진 미스터도넛은 북아메리카 대부분의 지역에 점포를 운영했었다. 1990년 2월에는 던킨도너츠가 미스터도넛을 인수하여 모든 매장이 던킨도너츠로 변경되었고, 현재는 일리노이주의 고드프리 매장만 남았다.
캐나다에는 토론토 주변에 미스터도넛의 상호로 영업하는 3개의 점포가 있었다.

#### 엘살바도르
미주에선 엘살바도르에서도 사업을 실시하고 있다.

### 아시아

#### 일본
일본의 회사인 다스킨(오사카부 스이타시 토요츠마치 소재)은 일본 및 아시아 지역 운영권을 얻고 1971년 4월 일본에서 사업을 시작하였다. 대한민국의 GS리테일에서도 다스킨을 통해 브랜드 사용 계약을 맺고 명동에 1호점을 오픈하게 되었다. 도넛을 주력 상품으로 하고 있지만, 현재는 중국식 식사 메뉴를 포함한 여러 가지 식품을 같이 취급하고 있어 패스트 푸드점으로 분류할 수 있다. 프랜차이즈 방식으로 일본 전국에 점포를 내고 있다.
일본에서 요시노야 데이 앤드 시가 운영하던 경쟁 업체인 던킨 도너츠가 1998년 (미국 본사에서 맡던 주일 미군 기지 내 점포를 제외) 일본에서 철수하여 미스터 도넛은 일본 유일 대형 도넛 체인점이 되었다.
2006년 3월 일본 내 점포 수는 1,303 개이며, 이 중 72 개가 직영점이다. 2007년 현재 신규 프랜차이즈 모집은 하지 않고 있다.
미스터 도넛 사업의 소재지는 일본 오사카부 스이타시 요시노쵸에 있다. 일본에서의 약칭은 미스터 도넛을 줄인 미스도(일본어: ミスド)이다.

#### 대한민국
대한민국에서는 1983년 대건교역이 처음 들여왔다가 1990년대에 철수했고, GS리테일이 2007년 4월 27일 서울 명동에 1호점을 열면서 재진출하였으나, 사업부진으로 인해 운영에서 철수하였다. 이후 SDK2라는 새로운 신규법인이 2014년 7월 1일부터 미스터도넛의 모기업인 다스킨과 한국 내 독점계약권을 체결하여 기존 GS리테일의 7개 직영 매장과 6개 가맹 매장 등 총 13개 매장의 운영권을 인수하였다. SDK2라는 회사는 과거 대구 지역에서 5년 간의 매장운영 노하우와 지역에서 유일하게 제조능력과 경험을 갖추고 있는 중견회사로, 일찌감치 GS리테일과 우선협상 대상자로 결정되어 인수협상을 벌여왔었다.
그러나 2017년 본사에서 SDK2에게 유통기한이 지난 반죽을 사용하거나 본사에서 제시한 '당일 생산, 당일 판매, 당일 폐기' 원칙을 무시하고 하루 넘게 지난 도넛을 팔았다는 이유로 그해 1월 31일자로 일방적으로 계약이 해지되어 소송이 벌어졌고, 결국 법원이 본사의 손을 들어주어 SDK2에게 상표사용 금지 가처분을 내렸다.

#### 이외
다스킨이 주력하는 사업 지역은 아시아 시장으로써, 일본 외에 필리핀, 인도네시아, 태국에서 대규모로 사업장을 운영하고 있다. 대만에도 진출 중이다.
2006년 3월 현재 일본 외의 점포수는 1,406개이다.

## 문화

### 로고
미스터 도넛의 로고는, 넥타이를 매고 수염이 난 조리사를 특징적으로 도안화한 것이다. 색은 주로 주황색과 흰색이 사용된다. 보조 색상으로 갈색이 사용되는 경우가 있다.

### 캐릭터 상품
미스터 도넛은 주력 상품을 동물화한 캐릭터를 보유하여, 광고에 활용하거나 사은품으로 증정하고 있다. 주요 캐릭터는 아래와 같다.
- 폰데라이온

## 포인트 카드

### 일본
일본에서는 100엔당 3 포인트 가산되는 포인트 카드(「미스도 카드」)를 발행하고 있다. 포인트 카드의 유효기간은 최종 이용일부터 1년 간이다. 포인트를 모아 프리미엄 상품과 교환할 수 있다. 200포인트, 150포인트, 100포인트(예외)의 상품이 있어, 유효기간 내로 교환할 수 있다. 또, 200포인트의 상품은 3개월마다, 150포인트의 상품은 1개월 반마다, 새로운 것으로 바뀐다. 또, 포인트 카드 발행 점에서는 전국 공통으로 사용할 수 있다. 다만, 잘못해서 포인트 카드를 두 개 이상 만들어 버려도, 포인트를 하나의 포인트 카드에 합치는 것은 불가능하다. 포인트 카드를 가지고 오지 않은 경우에도 따로 영수증을 발행해주므로 발행 후 3개월 이내에 영수증을 발행한 점포에 지참하면 본래의 포인트 카드에 그 만큼의 포인트를 더해준다. 영수증을 발행한 가게 외의 다른 점포에서는 포인트를 가산해주지 않는다.